# Lijst van landen naar oppervlakte

Thematische kaart van landen naar oppervlakte

Deze lijst van landen naar totale oppervlakte is, op een enkele uitzondering na, gebaseerd op een onderzoek van de Verenigde Naties van 2013 (op basis van de facto of de jure tellingen). Alleen onafhankelijke landen, landen die deels door de internationale gemeenschap als onafhankelijk zijn erkend (aangegeven met *) en afhankelijke landen worden getoond. Overzeese gebieden die integraal deel uitmaken van een land worden bij het desbetreffende land gerekend.
Het oppervlak van de gehele Aarde is ongeveer 510 miljoen km². Daarvan beslaat het vastelandgedeelte ongeveer 29%, oftewel ongeveer 150 miljoen km². Het oppervlak van Antarctica bedraagt circa 14,2 miljoen km².
| Nr. | Land                                       | Oppervlakte    | Opmerking |
| --- | ------------------------------------------ | -------------- | --- |
| 1   | Rusland                                    | 17.098.246 km² | |
| 2   | Canada                                     | 9.984.670 km²  | |
| 3   | Verenigde Staten                           | 9.826.675 km²  | De Volksrepubliek China wordt soms gezien als groter dan de Verenigde Staten. Dit is echter onderwerp van debat: de regering van China rekent ook de gebieden van de Republiek China (Taiwan) tot haar grondgebied ("Groot-China") en komt dan boven de VS uit. Ook is er discussie over hoe de VS hun oppervlakte berekenen: voor zover bekend is de VS het enige land dat zijn kustwateren en zijn deel van de wateroppervlaktes van de grote meren meeneemt in de oppervlaktetellingen. Het CIA World Factbook geeft op 21 mei 2015 de VS als derde land weer. Ook de Verenigde Naties beschouwen de VS als iets groter dan China. De wereldgids van uitgeverij Elmar geeft als totale oppervlakte van de VS, zonder oppervlaktewateren, 9.372.614 vierkante kilometer. Dat is iets kleiner dan China, ook als Taiwan niet meegerekend wordt. |
| 4   | China                                      | 9.596.961 km²  | Exclusief Hongkong, Macau en Taiwan |
| 5   | Brazilië                                   | 8.514.877 km²  | |
| 6   | Australië                                  | 7.692.024 km²  | |
| 7   | India                                      | 3.287.263 km²  | |
| 8   | Argentinië                                 | 2.780.400 km²  | |
| 9   | Kazachstan                                 | 2.724.900 km²  | |
| 10  | Algerije                                   | 2.381.741 km²  | |
| 11  | Congo-Kinshasa                             | 2.344.858 km²  | |
| 12  | Saoedi-Arabië                              | 2.206.714 km²  | |
| 13  | Groenland                                  | 2.166.086 km²  | |
| 14  | Mexico                                     | 1.964.375 km²  | |
| 15  | Indonesië                                  | 1.910.931 km²  | |
| 16  | Soedan                                     | 1.861.484 km²  | |
| 17  | Libië                                      | 1.759.540 km²  | |
| 18  | Iran                                       | 1.628.750 km²  | |
| 19  | Mongolië                                   | 1.564.116 km²  | |
| 20  | Peru                                       | 1.285.216 km²  | |
| 21  | Tsjaad                                     | 1.284.000 km²  | |
| 22  | Niger                                      | 1.267.000 km²  | |
| 23  | Angola                                     | 1.246.700 km²  | |
| 24  | Mali                                       | 1.240.192 km²  | |
| 25  | Zuid-Afrika                                | 1.221.037 km²  | |
| 26  | Colombia                                   | 1.141.748 km²  | |
| 27  | Ethiopië                                   | 1.104.300 km²  | |
| 28  | Bolivia                                    | 1.098.581 km²  | |
| 29  | Mauritanië                                 | 1.030.700 km²  | |
| 30  | Egypte                                     | 1.002.000 km²  | |
| 31  | Tanzania                                   | 947.303 km²    | |
| 32  | Nigeria                                    | 923.768 km²    | |
| 33  | Venezuela                                  | 912.050 km²    | |
| 34  | Namibië                                    | 824.268 km²    | |
| 35  | Mozambique                                 | 801.590 km²    | |
| 36  | Pakistan                                   | 796.095 km²    | |
| 37  | Turkije                                    | 783.562 km²    | |
| 38  | Chili                                      | 756.102 km²    | |
| 39  | Zambia                                     | 752.612 km²    | |
| 40  | Myanmar                                    | 676.577 km²    | |
| 41  | Afghanistan                                | 652.864 km²    | |
| 42  | Zuid-Soedan                                | 644.331 km²    | |
| 43  | Frankrijk                                  | 643.801 km²    | Inclusief overzeese departementen |
| 44  | Somalië                                    | 637.657 km²    | |
| 45  | Centraal-Afrikaanse Republiek              | 622.984 km²    | |
| 46  | Oekraïne                                   | 603.500 km²    | |
| 47  | Kenia                                      | 591.958 km²    | |
| 48  | Madagaskar                                 | 587.295 km²    | |
| 49  | Botswana                                   | 582.000 km²    | |
| 50  | Jemen                                      | 527.968 km²    | |
| 51  | Thailand                                   | 513.120 km²    | |
| 52  | Spanje                                     | 505.992 km²    | |
| 53  | Turkmenistan                               | 488.100 km²    | |
| 54  | Kameroen                                   | 475.650 km²    | |
| 55  | Papoea-Nieuw-Guinea                        | 462.840 km²    | |
| 56  | Zweden                                     | 450.295 km²    | |
| 57  | Oezbekistan                                | 447.400 km²    | |
| 58  | Marokko                                    | 446.550 km²    | |
| 59  | Irak                                       | 435.052 km²    | |
| 60  | Paraguay                                   | 406.752 km²    | |
| 61  | Zimbabwe                                   | 390.757 km²    | |
| 62  | Japan                                      | 377.930 km²    | |
| 63  | Duitsland                                  | 357.121 km²    | |
| 64  | Congo-Brazzaville                          | 342.000 km²    | |
| 65  | Finland                                    | 336.855 km²    | |
| 66  | Vietnam                                    | 330.972 km²    | |
| 67  | Maleisië                                   | 330.290 km²    | |
| 68  | Noorwegen                                  | 323.787 km²    | |
| 69  | Ivoorkust                                  | 322.463 km²    | |
| 70  | Polen                                      | 311.888 km²    | |
| 71  | Oman                                       | 309.500 km²    | |
| 72  | Italië                                     | 301.339 km²    | |
| 73  | Filipijnen                                 | 300.000 km²    | |
| 74  | Nieuw-Zeeland                              | 275.042 km²    | |
| 75  | Burkina Faso                               | 272.967 km²    | |
| 76  | Gabon                                      | 267.668 km²    | |
| 77  | Westelijke Sahara/SADR*                    | 266.000 km²    | |
| 78  | Ecuador                                    | 257.217 km²    | |
| 79  | Guinee                                     | 245.857 km²    | |
| 80  | Verenigd Koninkrijk                        | 242.495 km²    | |
| 81  | Oeganda                                    | 241.550 km²    | |
| 82  | Ghana                                      | 238.533 km²    | |
| 83  | Roemenië                                   | 238.391 km²    | |
| 84  | Laos                                       | 236.800 km²    | |
| 85  | Guyana                                     | 214.969 km²    | |
| 86  | Wit-Rusland                                | 207.600 km²    | |
| 87  | Kirgizië                                   | 199.949 km²    | |
| 88  | Senegal                                    | 196.712 km²    | |
| 89  | Syrië                                      | 185.180 km²    | |
| 90  | Cambodja                                   | 181.035 km²    | |
| 91  | Uruguay                                    | 176.215 km²    | |
| 92  | Suriname                                   | 163.820 km²    | |
| 93  | Tunesië                                    | 163.610 km²    | |
| 94  | Bangladesh                                 | 147.570 km²    | |
| 95  | Nepal                                      | 147.181 km²    | |
| 96  | Tadzjikistan                               | 142.600 km²    | |
| 97  | Griekenland                                | 131.957 km²    | |
| 98  | Nicaragua                                  | 130.373 km²    | |
| 99  | Noord-Korea                                | 120.538 km²    | |
| 100 | Malawi                                     | 118.484 km²    | |
| 101 | Eritrea                                    | 117.600 km²    | |
| 102 | Benin                                      | 114.763 km²    | |
| 103 | Honduras                                   | 112.492 km²    | |
| 104 | Liberia                                    | 111.369 km²    | |
| 105 | Bulgarije                                  | 110.900 km²    | |
| 106 | Cuba                                       | 109.884 km²    | |
| 107 | Guatemala                                  | 108.889 km²    | |
| 108 | IJsland                                    | 103.000 km²    | |
| 109 | Zuid-Korea                                 | 100.188 km²    | |
| 110 | Hongarije                                  | 93.024 km²     | |
| 111 | Portugal                                   | 92.212 km²     | |
| 112 | Jordanië                                   | 89.328 km²     | |
| 113 | Azerbeidzjan                               | 86.600 km²     | |
| 114 | Oostenrijk                                 | 83.871 km²     | |
| 115 | Verenigde Arabische Emiraten               | 83.600 km²     | |
| 116 | Tsjechië                                   | 78.866 km²     | |
| 117 | Servië                                     | 77.474 km²     | Exclusief Kosovo, inclusief Kosovo: 88.361 km² |
| 118 | Panama                                     | 75.320 km²     | |
| 119 | Sierra Leone                               | 72.300 km²     | |
| 120 | Ierland                                    | 69.825 km²     | |
| 121 | Georgië                                    | 69.700 km²     | Inclusief Abchazië (8.432 km²) en Zuid-Ossetië (3.900 km²). Exclusief 57.368 km² |
| 122 | Sri Lanka                                  | 65.610 km²     | |
| 123 | Litouwen                                   | 65.300 km²     | |
| 124 | Letland                                    | 64.562 km²     | |
| 125 | Togo                                       | 56.785 km²     | |
| 126 | Kroatië                                    | 56.594 km²     | |
| 127 | Bosnië en Herzegovina                      | 51.209 km²     | |
| 128 | Costa Rica                                 | 51.100 km²     | |
| 129 | Slowakije                                  | 49.036 km²     | |
| 130 | Dominicaanse Republiek                     | 48.192 km²     | |
| 131 | Estland                                    | 45.339 km²     | |
| 132 | Denemarken                                 | 43.094 km²     | |
| 133 | Nederland                                  | 41.543 km²     | |
| 134 | Zwitserland                                | 41.285 km²     | |
| 135 | Bhutan                                     | 38.394 km²     | |
| 136 | Guinee-Bissau                              | 36.125 km²     | |
| 137 | Taiwan*                                    | 35.980 km²     | |
| 138 | Moldavië                                   | 33.846 km²     | Inclusief Transnistrië 4.163 km² |
| 139 | België                                     | 30.528 km²     | |
| 140 | Lesotho                                    | 30.355 km²     | |
| 141 | Armenië                                    | 29.743 km²     | |
| 142 | Salomonseilanden                           | 28.896 km²     | |
| 143 | Albanië                                    | 28.748 km²     | |
| 144 | Equatoriaal-Guinea                         | 28.051 km²     | |
| 145 | Burundi                                    | 27.834 km²     | |
| 146 | Haïti                                      | 27.750 km²     | |
| 147 | Rwanda                                     | 26.338 km²     | |
| 148 | Noord-Macedonië                            | 25.713 km²     | |
| 149 | Djibouti                                   | 23.200 km²     | |
| 150 | Belize                                     | 22.966 km²     | |
| 151 | Israël                                     | 22.072 km²     | |
| 152 | El Salvador                                | 21.041 km²     | |
| 153 | Slovenië                                   | 20.373 km²     | |
| 154 | Nieuw-Caledonië                            | 18.575 km²     | |
| 155 | Fiji                                       | 18.272 km²     | |
| 156 | Koeweit                                    | 17.818 km²     | |
| 157 | Swaziland                                  | 17.363 km²     | |
| 158 | Oost-Timor                                 | 14.919 km²     | |
| 159 | Bahama's                                   | 13.940 km²     | |
| 160 | Montenegro                                 | 13.812 km²     | |
| 161 | Vanuatu                                    | 12.189 km²     | |
| 162 | Falklandeilanden                           | 12.173 km²     | |
| 163 | Qatar                                      | 11.607 km²     | |
| 164 | Gambia                                     | 11.295 km²     | |
| 165 | Jamaica                                    | 10.991 km²     | |
| 166 | Kosovo*                                    | 10.887 km²     | |
| 167 | Libanon                                    | 10.452 km²     | |
| 168 | Cyprus                                     | 9.251 km²      | |
| 169 | Puerto Rico                                | 8.870 km²      | |
| 170 | Palestina                                  | 6.020 km²      | |
| 171 | Brunei                                     | 5.765 km²      | |
| 172 | Trinidad en Tobago                         | 5.130 km²      | |
| 173 | Kaapverdië                                 | 4.033 km²      | |
| 174 | Frans-Polynesië                            | 4.000 km²      | |
| 175 | Samoa                                      | 2.842 km²      | |
| 176 | Luxemburg                                  | 2.586 km²      | |
| 177 | Comoren                                    | 2.235 km²      | |
| 178 | Mauritius                                  | 1.969 km²      | |
| 179 | Åland                                      | 1.580 km²      | |
| 180 | Faeröer                                    | 1.393 km²      | |
| 181 | Hongkong                                   | 1.104 km²      | |
| 182 | Sao Tomé en Principe                       | 964 km²        | |
| 183 | Turks- en Caicoseilanden                   | 948 km²        | |
| 184 | Bahrein                                    | 767 km²        | |
| 185 | Dominica                                   | 751 km²        | |
| 186 | Tonga                                      | 747 km²        | |
| 187 | Kiribati                                   | 726 km²        | |
| 188 | Singapore                                  | 716 km²        | |
| 189 | Micronesië                                 | 702 km²        | |
| 190 | Man                                        | 572 km²        | |
| 191 | Guam                                       | 549 km²        | |
| 192 | Saint Lucia                                | 539 km²        | |
| 193 | Andorra                                    | 468 km²        | |
| 194 | Palau                                      | 459 km²        | |
| 195 | Noordelijke Marianen                       | 457 km²        | |
| 196 | Seychellen                                 | 457 km²        | |
| 197 | Curaçao                                    | 444 km²        | |
| 198 | Antigua en Barbuda                         | 442 km²        | |
| 199 | Barbados                                   | 430 km²        | |
| 200 | Saint Vincent en de Grenadines             | 389 km²        | |
| 201 | Mayotte                                    | 374 km²        | |
| 202 | Amerikaanse Maagdeneilanden                | 347 km²        | |
| 203 | Grenada                                    | 344 km²        | |
| 204 | Malta                                      | 316 km²        | |
| 205 | Sint-Helena, Ascension en Tristan da Cunha | 308 km²        | |
| 206 | Malediven                                  | 300 km²        | |
| 207 | Kaaimaneilanden                            | 264 km²        | |
| 208 | Saint Kitts en Nevis                       | 261 km²        | |
| 209 | Niue                                       | 260 km²        | |
| 210 | Akrotiri en Dhekelia                       | 254 km²        | |
| 211 | Saint-Pierre en Miquelon                   | 242 km²        | |
| 212 | Cookeilanden                               | 236 km²        | |
| 213 | Amerikaans-Samoa                           | 199 km²        | |
| 214 | Marshalleilanden                           | 181 km²        | |
| 215 | Aruba                                      | 180 km²        | |
| 216 | Liechtenstein                              | 160 km²        | |
| 217 | Britse Maagdeneilanden                     | 151 km²        | |
| 218 | Wallis en Futuna                           | 142 km²        | |
| 219 | Jersey                                     | 116 km²        | |
| 220 | Montserrat                                 | 103 km²        | |
| 221 | Anguilla                                   | 91 km²         | |
| 222 | Guernsey                                   | 63 km²         | |
| 223 | San Marino                                 | 61 km²         | |
| 224 | Saint-Martin                               | 54 km²         | |
| 225 | Bermuda                                    | 53 km²         | |
| 226 | Pitcairneilanden                           | 47 km²         | |
| 227 | Norfolk                                    | 36 km²         | |
| 228 | Sint Maarten                               | 34 km²         | |
| 229 | Macau                                      | 30 km²         | |
| 230 | Tuvalu                                     | 26 km²         | |
| 231 | Saint-Barthélemy                           | 21 km²         | |
| 232 | Nauru                                      | 21 km²         | |
| 233 | Tokelau                                    | 12 km²         | |
| 234 | Gibraltar                                  | 6 km²          | |
| 235 | Monaco                                     | 2 km²          | |
| 236 | Vaticaanstad                               | 0,44 km²       | |